# 노숙동 송재실기 목판
노숙동 송재실기 목판(盧叔仝 松齋實紀 木版)은 대한민국 경상남도 함양군 함양읍 함양박물관에 있는 목판이다. 2015년 1월 15일 경상남도의 문화재자료 제587호로 지정되었다.

## 지정 사유
「노숙동 송재실기 목판」은 조선전기 세종 때 활동한 송재 노숙동의 학문과 삶을 알 수 있는 서적일 뿐만 아니라, 그 속에 신고당 노우명의 시 2편 및 관련 자료들이 함께 수록되어 있다. 따라서 조선 전기와 중기에 조정과 재야에서 주요한 역할을 담당한 두 학자를 고찰할 수 있는 중요한 자료이므로 “경상남도 문화재자료”로 지정한다.

## 같이 보기
- 노숙동

## 참고 자료
- 노숙동 송재실기 목판 - 국가유산청 국가유산포털